# Ялыч
Ялыч — река в России, течёт по территории Палкинского района Псковской области. Левый приток нижнего течения Великой. Длина реки — 11 км.

## Данные водного реестра
По данным государственного водного реестра России, относится к Балтийскому бассейновому округу, водохозяйственный участок реки — Великая, речной подбассейн отсутствует. Относится к речному бассейну реки Нарва (его российской части).
Код объекта в государственном водном реестре — 01030000212102000029010.